# Shermine Shahrivar
Shermine Shahrivar (Persa: شرمینه شهریورتهرانی,; n. Teherán, 20 de noviembre de 1982) es una ciudadana alemana de origen iraní, modelo, y reina de belleza que ganó el título de Miss Europa en 2005.

## Biografía
Se convirtió en Miss Alemania en 2004 y después ganó el título de Miss Europa en 2005 mientras competía en Francia.
Sus padres son iraníes. Su familia se mudó a Alemania cuando ella tenía un año de edad. Su madre y sus hermanos viven en Alemania. 
Ella fue criada hablando alemán y persa, y también habla con fluidez el francés y el inglés.
Shahrivar tiene un grado universitario en ciencias sociales.
Shermine Shahrivar fue seleccionada para presentar el Oberhausen, la celebración alemana Nowruz, la cual se dice que es la más grande del mundo, el 19 de marzo de 2005. Ella presentó en Traumpartner TV en Alemania de diciembre de 2004 a agosto de 2005.
Actualmente es la imagen de la marca de ropa estadounidense Ammerican Appareal y ha sido presentada en varias campañas pubilicitarias desde entonces en 2008.
Shermine actualmente vive en Nueva York donde está estudiando interpretación en el Instituto de Teatro y Cine Lee Strasberg. 